# Joachimsthaler Straße
Die Joachimsthaler Straße (bis 2014: Joachimstaler Straße ohne th) ist eine 740 Meter lange Straße in den Berliner Ortsteilen Charlottenburg und Wilmersdorf (beide im Bezirk Charlottenburg-Wilmersdorf), die als Hauptverkehrsstraße in der City West den Hardenbergplatz mit der Bundesallee verbindet. Entlang der Straße befinden sich mehrere unter Denkmalschutz stehende Wohn- und Geschäftshäuser.

## Verlauf
Die Joachimsthaler Straße, die auf ihrer gesamten Länge von der U-Bahn-Linie U9 unterfahren wird, beginnt in Richtung Süden an der Kreuzung zur Hardenbergstraße am Bahnhof Zoologischer Garten. Am Beginn der Straße befanden sich auf der westlichen Seite bis zum Abriss 2015 das Aschinger-Haus und daneben das ehemalige Beate Uhse Erotik-Museum an der Kreuzung mit der Kantstraße. Auf dem östlichen Straßenabschnitt zwischen Hardenberg- und Kantstraße steht das am 3. Januar 2013 eröffnete Zoofenster. Rund 150 Meter weiter kreuzt die Joachimsthaler Straße den Kurfürstendamm. Die Verbindung zwischen Kantstraße und Kurfürstendamm stellt auf der westlichen Seite das Neue Kranzler Eck her. Die Bebauung ergänzt den vorhandenen denkmalgeschützten Gebäudekomplex Victoria-Areal aus den 1950er Jahren. Dazu gehört das mit einer Kuppel überdachte ehemalige Bilka-Kaufhaus (wegen der Bauweise und der günstigen Angebote im Berliner Volksmund auch „Groschenmoschee“ genannt), der Flachbau des alten Café Kranzler und das Victoria-Haus.
Weitere Gebäude in der Joachimsthaler Straße, Hausnummern 10–12, 30 und 39/40, stehen in der Berliner Denkmalliste. In Hausnummer 10 wohnte ab 1908 der Maler Ernst Oppler. Erwähnenswert sind hier besonders die nach Plänen des Architekten Paul Bratring 1888/1889 errichtete frühere Gemeindedoppelschule und die Zentrale Orthodoxe Synagoge zu Berlin (ZOD) auf dem Hof in der Joachimsthaler Straße 13 vom Architekten Siegfried Kuznitzky aus den Jahren 1901/1902. Am heutigen Standort des Allianz-Hochhauses befand sich bis 1937 die Bar Kakadu.
Der Joachimsthaler Platz liegt auf der südwestlichen Seite der Kreuzung zum Kurfürstendamm. Auf ihm befindet sich die aus den 1950er Jahren stammende und nunmehr ebenfalls unter Denkmalschutz stehende Verkehrskanzel. Hier quert auch die Trasse der Linie U1, die hier den U-Bahnhof Kurfürstendamm hat. Dem Straßenverlauf folgend kreuzt die Joachimsthaler Straße nach rund 250 Metern die Lietzenburger Straße. Hier endet der Ortsteil Charlottenburg. Das restliche Teilstück der Straße von rund 80 Metern bis zur Schaperstraße liegt bereits im Ortsteil Wilmersdorf.

## Namensgebung
Die Benennung 1887 ist verbunden mit dem einige Jahre zuvor eröffneten neuen Standort des Joachimsthalschen Gymnasiums am südlichen Beginn der Straße. Im Unterschied zur namensgebenden Stadt und Schule war die Schreibweise seit Ende der 1920er/Anfang 1930er Jahre ohne „h“. Die Umbenennung geht vermutlich auf die Festlegung der „Orthografischen Konferenz von 1901“ zurück. Diese hatte geregelt, dass in heimischen Worten nach einem „t“ kein „h“ mehr folgen solle. Das „h“ verschwand anschließend aus dem Namen trotz einer für Eigennamen geltenden Ausnahmeregelung. Ebenso wurde der 1936 benannte Joachimsthaler Platz von Beginn an ohne „h“ geschrieben.
Im Jahr 2013 bat die Stadt Joachimsthal die Bezirksverordnetenversammlung Charlottenburg-Wilmersdorf um eine Korrektur des Straßennamens. Während die Fraktionen von CDU und Piratenpartei positiv auf den Vorschlag reagierten, waren sich SPD und Grüne in der Frage noch unschlüssig. Der Bezirksbürgermeister Reinhard Naumann von der SPD unterstützte die Umbenennung allerdings, nachdem er im Januar 2014 Gespräche mit Vertretern der Stadt Joachimsthal geführt hatte. Betroffen von der Umbenennung sind rund 70 Anwohner und 240 Gewerbetreibende. Am 20. Mai 2014 beschlossen die Bezirksverordneten die Rückbenennung auf die heutige Schreibweise mit „h“; am 15. September 2014 wurden im Beisein des Bezirksbürgermeisters und des Joachimsthaler Bürgermeisters René Knaak-Reichstein die neuen Straßenschilder enthüllt.

## Carstenn-Figur
Das südliche Ende der Straße bildet gleichzeitig die nördliche Begrenzung der sogenannten Carstenn-Figur, einer regelmäßigen städtebaulichen Anordnung von Straßen und Plätzen in Form einer Figur, bei der sich ein umlaufender Straßenzug mit einer Allee (der Bundesallee) im Zentrum befindet, der von vier Plätzen eingefangen wird. Die Eckpunkte der Carstenn-Figur bilden Fasanen-, Nürnberger, Prager und Nikolsburger Platz.

## Sonstiges
Eine rund 380 Meter lange Straße gleichen Namens befindet sich in einem Wohngebiet im Ortsteil Alt-Hohenschönhausen des Berliner Bezirks Lichtenberg. Im Unterschied zu ihrer Namensvetterin wurde sie seit ihrer Entstehung im Jahr 1976 korrekt mit „…th…“ geschrieben.